# Liste der Baudenkmale in Gleichen
In der Liste der Baudenkmale in Gleichen sind Baudenkmale der niedersächsischen Gemeinde Gleichen im Landkreis Göttingen aufgelistet. Der Stand der Liste ist das Jahr 1997.

## Allgemein
Die Gemeinde Gleichen gibt es seit dem 1. Januar 1973. Die Baudenkmale befinden sich in den Ortsteilen Beienrode, Benniehausen, Bischhausen, Bremke, Diemarden, Gelliehausen, Ischenrode, Kerstlingerode, Klein Lengden, Reinhausen, Rittmarshausen, Sattenhausen, Weißenborn und Wöllmarshausen.
In den Spalten befinden sich folgende Informationen:
- Lage: die Adresse des Baudenkmales und die geographischen Koordinaten. Kartenansicht, um Koordinaten zu setzen. In der Kartenansicht sind Baudenkmale ohne Koordinaten mit einem roten Marker dargestellt und können in der Karte gesetzt werden. Baudenkmale ohne Bild sind mit einem blauen Marker gekennzeichnet, Baudenkmale mit Bild mit einem grünen Marker.
- Bezeichnung: Bezeichnung des Baudenkmales
- Beschreibung: die Beschreibung des Baudenkmales. Unter § 3 Abs. 2 NDSchG werden Einzeldenkmale und unter § 3 Abs. 3 NDSchG Gruppen baulicher Anlagen und deren Bestandteile ausgewiesen.
- ID: die Objekt-ID des Baudenkmales
- Bild: ein Bild des Baudenkmales, ggf. zusätzlich mit einem Link zu weiteren Fotos des Baudenkmals im Medienarchiv Wikimedia Commons. Wenn man auf das Kamerasymbol klickt, können Fotos zu Baudenkmalen aus dieser Liste hochgeladen werden:

## Beienrode
| Lage                                              | Bezeichnung | Beschreibung | ID       | Bild           |
| ------------------------------------------------- | ----------- | --- | -------- | -------------- |
| Duderstädter Straße 8 51° 28′ 1″ N, 10° 7′ 1″ O   | Kirche      | Die evangelisch-lutherische Kirche St. Bartholomäi Beienrode steht im Mittelpunkt des Ortes auf einer Anhöhe. Sie wurde im Jahre 1732 neu erbaut, nachdem der spätmittelalterliche Vorgängerbau durch Blitzschlag zerstört worden war (Tafeln mit lateinischen Bauinschriften und Chronogramm). Im Inneren befindet sich ein Altarretabel, das im Jahre 1603 für die Kirche von Kerstlingerode gefertigt und vor deren Neubau 1733 nach Beienrode übertragen wurde; die Predella zeigt als Gipsrelief eine Darstellung des letzten Abendmahls Jesu, das gemalte Altarbild wurde im 19. Jahrhundert eingefügt. Auch die Kanzel von 1586 wurde ursprünglich für Kerstlingerode gefertigt; in den Arkaturen sind die vier Evangelisten dargestellt (ebenfalls als Gipsfiguren). Der Taufstein ist 1732 datiert. Die Orgel wurde 1735/36 erbaut (wahrscheinlich von Johannes Creutzburg aus Duderstadt); in dem alten, etwas verbreiterten Gehäuse befindet sich seit 1854 ein neues Werk von Carl Heyder aus Heiligenstadt, welches 1962/63 durch Paul Ott aus Göttingen renoviert und teilweise verändert wurde. Einzeldenkmal der Baudenkmal-Gruppe Duderstädter Str./Zum Klingenberg 3 (ID 35229863) | 35258295 | Weitere Bilder |
| Duderstädter Straße 8 51° 28′ 1″ N, 10° 7′ 2″ O   | Baumbestand | Baumbestand des Kirchhofs und Tie östlich der Kirche. Einzeldenkmal der Baudenkmal-Gruppe Duderstädter Str./Zum Klingenberg 3 (ID 35229863) | 35258485 |                |
| Duderstädter Straße 15 51° 27′ 57″ N, 10° 7′ 6″ O | Wohnhaus    | Geschützt ist auch der Staketzaun (ID 35258464), der das Grundstück im Westen zwischen Wohn- und Wirtschaftsgebäude abschließt. | 35258318 |                |
| L 569 51° 28′ 7″ N, 10° 6′ 57″ O                  | Brücke      | | 35258339 | Weitere Bilder |
| Zum Klingenberg 2 51° 28′ 3″ N, 10° 7′ 0″ O       | Hofanlage   | Das Haus wurde in der zweiten Hälfte des 18. Jahrhunderts erbaut. Erweitert wurde das Haus um das Jahr 1900. Einzeldenkmal der Baudenkmal-Gruppe Hofanlage Zum Klingenberg 2 (ID 35229878) | 35258360 |                |
| Zum Klingenberg 3 51° 28′ 1″ N, 10° 6′ 59″ O      | Hofanlage   | Einzeldenkmal der Baudenkmal-Gruppe Duderstädter Str./Zum Klingenberg 3 (ID 35229863) | 35258382 |                |
| Zum Klingenberg 12 51° 27′ 58″ N, 10° 6′ 57″ O    | Wohnhaus    | | 35258404 |                |

## Benniehausen
| Lage                                              | Bezeichnung              | Beschreibung | ID       | Bild           |
| ------------------------------------------------- | ------------------------ | --- | -------- | -------------- |
| Eichenkrug 2 51° 29′ 28″ N, 10° 1′ 50″ O          | Hofanlage                | Ehemaliges Herbergshaus, erbaut 1574. Fachwerkbau mit leichter Vorkragung des Oberstocks. Einzeldenkmal der Baudenkmal-Gruppe Hofanlage Eichenkrug 2 (ID 35229906)                              | 35258704 |                |
| Eichenkrug 6 51° 29′ 24″ N, 10° 2′ 16″ O          | Kapelle Wittmarshof      | Die Kapelle wurde Anfang des 17. Jahrhunderts erbaut. Markant ist die Stützmauer aus Sandstein, über dieser Mauer befindet sich die Kapelle.                                                    | 35258726 | Weitere Bilder |
| Gelliehäuser Straße 1 51° 29′ 19″ N, 10° 3′ 10″ O | Wohnhaus                 | | 35258746 |                |
| Gelliehäuser Straße 3 51° 29′ 17″ N, 10° 3′ 12″ O | Wohnhaus                 | | 35258766 |                |
| Gelliehäuser Straße 10 51° 29′ 18″ N, 10° 3′ 9″ O | Kirche                   | Die Kirche St. Urban Benniehausen wurde 1779–1787 erbaut. Es ist eine dreiachsige Saalkirche, deren Turm im oberen Teil aus Holzfachwerk errichtet ist und mit einer Welschen Haube abschließt. | 35258786 | Weitere Bilder |
| L 569, km 10 51° 29′ 22″ N, 10° 2′ 15″ O          | Meilenstein              | | 35258806 | Weitere Bilder |
| Mühlenstraße 1 51° 29′ 16″ N, 10° 3′ 10″ O        | Wohnhaus                 | | 35258827 |                |
| Mühlenstraße 1 51° 29′ 16″ N, 10° 3′ 10″ O        | Anbau                    | | 35259037 |                |
| Mühlenstraße 11 51° 29′ 14″ N, 10° 3′ 4″ O        | ehem. Lehrerwohnhaus     | Einzeldenkmal der Baudenkmal-Gruppe Mühlenstraße 11 (ID 35232687) | 35258955 |                |
| Mühlenstraße 11 51° 29′ 14″ N, 10° 3′ 4″ O        | Treppenaufgang           | Einzeldenkmal der Baudenkmal-Gruppe Mühlenstraße 11 (ID 35232687) Der Treppenaufgang wurde abgerissen                                                                                           | 35259009 | BW             |
| Mühlenstraße 11 51° 29′ 14″ N, 10° 3′ 4″ O        | Sandsteinkeller          | Einzeldenkmal der Baudenkmal-Gruppe Mühlenstraße 11 (ID 35232687) | 35258982 |                |
| Mühlenstraße 14 51° 29′ 14″ N, 10° 2′ 53″ O       | Wohnhaus der ehem. Mühle | Die Mühle wurde wahrscheinlich in der Mitte des 17. Jahrhunderts oder etwas später erbaut. Es ist ein zweigeschossiger Fachwerkbau.                                                             | 35258848 |                |
| Waterloostraße 2 51° 29′ 18″ N, 10° 2′ 50″ O      | Wohnhaus                 | | 35258869 |                |
| Waterloostraße 6 51° 29′ 18″ N, 10° 2′ 56″ O      | Hofanlage                | Das Wohnhaus wurde um 1900 erbaut. Bildet die Baudenkmal-Gruppe Hofanlage Waterloostraße 6 (ID 35230750)                                                                                        | 35258889 |                |
| Waterloostraße 7 51° 29′ 19″ N, 10° 2′ 55″ O      | Hofanlage                | Bildet die Baudenkmal-Gruppe Hofanlage Waterloostraße 7 (ID 35229920) | 35258911 |                |
| Waterloostraße 12 51° 29′ 18″ N, 10° 3′ 0″ O      | Hofanlage                | Bildet die Baudenkmal-Gruppe Hofanlage Waterloostraße 12 (ID 35229934) | 35258933 |                |

## Bischhausen
| Lage                                        | Bezeichnung        | Beschreibung | ID       | Bild           |
| ------------------------------------------- | ------------------ | --- | -------- | -------------- |
| Am Hagen 7 51° 26′ 52″ N, 10° 4′ 57″ O      | Hofanlage          | Bildet die Baudenkmal-Gruppe Hofanlage Am Hagen 7 (ID 35229948) | 35259431 |                |
| Dammtor 5 51° 26′ 53″ N, 10° 4′ 43″ O       | Wohnhaus           | | 35259476 |                |
| Dammtor 12 51° 26′ 54″ N, 10° 4′ 45″ O      | Wohnhaus           | | 35259496 | Weitere Bilder |
| Dammtor 15 51° 26′ 53″ N, 10° 4′ 53″ O      | Hofanlage          | Bildet die Baudenkmal-Gruppe Hofanlage Dammtor 15 (ID 35229962) | 35259516 | Weitere Bilder |
| Drosselweg 5 51° 26′ 50″ N, 10° 5′ 3″ O     | Wohnhaus           | | 35259538 |                |
| Fuchsloch 8 51° 26′ 45″ N, 10° 4′ 48″ O     | Wohnhaus           | | 35259580 |                |
| Hirtenbergstor 51° 26′ 49″ N, 10° 4′ 58″ O  | St. Martini-Kirche | Die evangelische Kirche St. Martini steht im Dorfzentrum exponiert auf einer Anhöhe. Sie ersetzte 1739 einen mittelalterlichen Vorgängerbau. Der Saalbau birgt einen spätgotischen Flügelaltar mit geschnitztem Altarschrein und gemalten Außenflügeln aus der Zeit um 1500, der in die barocke Kanzelaltarwand der neuen Kirche eingebunden wurde, inzwischen aber wieder freistehend auf einem steinernen Altarblock aufgestellt ist. | 35259600 |                |
| Hirtenbergstor 51° 26′ 49″ N, 10° 4′ 58″ O  | Kriegerdenkmal     | | 35259621 |                |
| Hirtenbergstor 9 51° 26′ 46″ N, 10° 5′ 0″ O | Wohnhaus           | | 35259642 |                |
| Obertor 6 51° 26′ 51″ N, 10° 5′ 1″ O        | Wohnhaus           | | 35259662 |                |
| Schmiedegasse 1 51° 26′ 49″ N, 10° 4′ 52″ O | Wohnhaus           | | 35259682 | BW             |
| Schmiedegasse 3 51° 26′ 48″ N, 10° 4′ 51″ O | Scheune            | | 35259702 | BW             |
| Teufelstor 4 51° 26′ 51″ N, 10° 4′ 57″ O    | Wohnhaus           | | 35259722 | BW             |
| Teufelstor 6 51° 26′ 49″ N, 10° 4′ 55″ O    | Hofanlage          | Bildet die Baudenkmal-Gruppe Hofanlage Teufelstor 6 (ID 35229976) | 35259742 | BW             |

## Bremke
| Lage                                                      | Bezeichnung                                      | Beschreibung | ID       | Bild           |
| --------------------------------------------------------- | ------------------------------------------------ | --- | -------- | -------------- |
| 51° 28′ 13″ N, 10° 2′ 24″ O                               | Burg Neuengleichen                               | Auf jedem Berg des Bergpaares Die Gleichen befand sich jeweils eine Burg. Auf dem südlichen Berg stand die Burg Altengleichen, auf dem nördlichen Berg die Burg Neuengleichen. Erbaut wurden die Burgen um 1100 durch die Grafen von Reinhausen. Ab Mitte des 16. Jahrhunderts zerfielen die Burgen dann. Von der Burg Neuengleichen sind nur wenige Reste vorhanden. Die Burg ist als archäologisches Denkmal vermerkt. |          | Weitere Bilder |
| 51° 28′ 2″ N, 10° 2′ 19″ O                                | Burgruine Alten-Gleichen                         | Auf jedem Berg des Bergpaares Die Gleichen befand sich jeweils eine Burg. Auf dem südlichen Berg stand die Altengleichen, auf dem nördlichen Berg die Burg Neuengleichen. Erbaut wurden die Burgen um 1100 durch die Grafen von Reinhausen. Ab Mitte des 16. Jahrhunderts zerfielen die Burgen dann. Von der Burg Neuengleichen sind nur wenige Reste vorhanden. Die Burg ist als archäologisches Denkmal vermerkt.      | 35260436 | Weitere Bilder |
| Appenrode 6-7 51° 27′ 41″ N, 10° 2′ 14″ O                 | „Obergut“ Appenrode, Herrenhaus                  | Einzeldenkmal der Baudenkmal-Gruppe „Obergut“ Bremke-Appenrode (ID 35230046) | 35263384 |                |
| Appenrode 51° 27′ 40″ N, 10° 2′ 13″ O                     | „Obergut“ Appenrode, Fachwerk-Wirtschaftsgebäude | Einzeldenkmal der Baudenkmal-Gruppe „Obergut“ Bremke-Appenrode (ID 35230046) | 35263407 |                |
| Appenrode 3 51° 27′ 37″ N, 10° 2′ 16″ O                   | „Untergut“ Appenrode, Herrenhaus                 | Einzeldenkmal der Baudenkmal-Gruppe „Untergut“ Bremke-Appenrode (ID 35230060) | 35263430 |                |
| Appenrode 51° 27′ 36″ N, 10° 2′ 16″ O                     | „Untergut“ Appenrode, Wirtschaftsgebäude         | Einzeldenkmal der Baudenkmal-Gruppe „Untergut“ Bremke-Appenrode (ID 35230060) | 35263453 | BW             |
| Backofenstraße 3 51° 26′ 57″ N, 10° 2′ 28″ O              | Kirche                                           | Die evangelisch-lutherische Kirche St. Matthias Bremke zeigt im Bruchsteinmauerwerk gotische Baureste und wurde ausweislich einer Inschrift im Jahr 1772 baulich verändert. Ein Altarretabel aus der Zeit um 1770 gehört zur Innenausstattung. Einzeldenkmal der Baudenkmal-Gruppe Kirchhügel (ID 41637881) | 35260475 | Weitere Bilder |
| Backofenstraße 3 51° 26′ 57″ N, 10° 2′ 28″ O              | Einfriedungsmauern                               | Einfriedungsmauern beidseitig des Kirchhügels entlang der Heiligenstädter Straße und der Backofenstraße. Einzeldenkmal der Baudenkmal-Gruppe Kirchhügel (ID 41637881) | 35261099 | Weitere Bilder |
| Elbickerode 5 51° 26′ 2″ N, 10° 3′ 43″ O                  | Gut Elbickerode                                  | Der Gutshof bildet die Baudenkmal-Gruppe Gutsanlage Bremke-Elbickerode NR. 5 (ID 35230074) | 35263529 |                |
| Haspel 51° 27′ 11″ N, 10° 2′ 55″ O                        | Jüdischer Friedhof                               | Neuer Jüdischer Friedhof Bremke, 1844 angelegt, nachdem der ältere Friedhof innerhalb des Dorfes voll belegt war. Die Grabsteine wurden 1944, nachdem der Friedhof zu landwirtschaftlicher Nutzung in Privatbesitz überführt war, abgeräumt und – soweit erhalten – nach dem Kriege zunächst ordentlich hingelegt, später wieder aufgestellt.                                                                            | 35260410 | Weitere Bilder |
| Haspel 51° 27′ 11″ N, 10° 2′ 56″ O                        | Jüdischer Friedhof, Heckeneinfriedung            | | 35261015 |                |
| Haspel 7 51° 27′ 0″ N, 10° 2′ 28″ O                       | Wohnhaus                                         | | 35260455 |                |
| Heiligenstädter Straße, L 568 51° 26′ 44″ N, 10° 2′ 45″ O | Straßenbrücke Wendebach                          | Die Brücke hat im Denkmalatlas drei Einträge (ID 35260496, 35260830 und 35266282) | 35260830 |                |
| Heiligenstädter Straße 1 51° 27′ 3″ N, 10° 2′ 12″ O       | ehem. Straßeneinnehmerei                         | | 35260333 |                |
| Heiligenstädter Straße 4 51° 27′ 3″ N, 10° 2′ 10″ O       | Gaststätte                                       | Heute befindet sich hier eine Gaststätte. | 35260517 | Weitere Bilder |
| Heiligenstädter Straße 6 51° 27′ 2″ N, 10° 2′ 12″ O       | Wohnhaus                                         | | 35260537 |                |
| Heiligenstädter Straße 23 51° 26′ 57″ N, 10° 2′ 22″ O     | Wohnhaus                                         | Einzeldenkmal der Baudenkmal-Gruppe Heiligenstädter Str. 23/25 (ID 35232618) | 35260944 | BW             |
| Heiligenstädter Straße 25 51° 26′ 56″ N, 10° 2′ 22″ O     | Wohnhaus                                         | Einzeldenkmal der Baudenkmal-Gruppe Heiligenstädter Str. 23/25 (ID 35232618) | 35260557 | BW             |
| Heiligenstädter Straße 33 51° 26′ 58″ N, 10° 2′ 26″ O     | Wohnhaus                                         | Einzeldenkmal der Baudenkmal-Gruppe Hofanlage Heiligenstädter Str. 33 (ID 35230778) | 35260579 |                |
| Heiligenstädter Straße 34 51° 26′ 56″ N, 10° 2′ 24″ O     | Wohnhaus                                         | | 35260620 |                |
| Heiligenstädter Straße 34 51° 26′ 56″ N, 10° 2′ 26″ O     | Baumbestand                                      | Der Baumbestand existiert nicht mehr | 35261148 | BW             |
| Heiligenstädter Straße 35 51° 26′ 58″ N, 10° 2′ 26″ O     | Wohnhaus                                         | Einzeldenkmal der Baudenkmal-Gruppe Hofanlage Heiligenstädter Str. 33 (ID 35230778) | 35260599 |                |
| Heiligenstädter Straße 36 51° 26′ 58″ N, 10° 2′ 28″ O     | Pfarrheim                                        | Einzeldenkmal der Baudenkmal-Gruppe Kirchhügel (ID 41637881) | 35260641 |                |
| Heiligenstädter Straße 40 51° 26′ 56″ N, 10° 2′ 30″ O     | Hofanlage                                        | Baudenkmal-Gruppe ohne Einzeldenkmale | 35229990 | BW             |
| Heiligenstädter Straße 41, 43 51° 26′ 57″ N, 10° 2′ 31″ O | Hofanlage                                        | Die Hofanlage bildet gleichzeitig die Baudenkmal-Gruppe Hofanlage Heiligenstädter Str. 43 (ID 35230004) | 35260683 | BW             |
| Heiligenstädter Straße 45 51° 26′ 55″ N, 10° 2′ 33″ O     | Wohnhaus                                         | | 35260705 | BW             |
| Heiligenstädter Straße 48 51° 26′ 50″ N, 10° 2′ 34″ O     | Pferdegöpel                                      | | 35260725 |                |
| Heiligenstädter Straße 50-54 51° 26′ 47″ N, 10° 2′ 35″ O  | Hofanlage                                        | Die Häuser bilden die Baudenkmal-Gruppe Hofanlage Heiligenstädter Str. 50-54 (ID 35230018) | 35260746 | BW             |
| Heiligenstädter Straße 53 51° 26′ 52″ N, 10° 2′ 35″ O     | Hofanlage                                        | Die Häuser bilden die Baudenkmal-Gruppe Hofanlage Heiligenstädter Str. 53 (ID 35230032) | 35260768 | BW             |
| Heiligenstädter Straße 59 51° 26′ 49″ N, 10° 2′ 35″ O     | Wohnhaus                                         | | 35260790 |                |
| Heiligenstädter Straße 78 51° 26′ 43″ N, 10° 2′ 48″ O     | Gaststätte                                       | | 35260810 |                |
| L 568 51° 25′ 47″ N, 10° 4′ 45″ O                         | Meilensäule                                      | Meilensäule unmittelbar vor der Grenze zu Thüringen, errichtet 1802, mehrfach erneuert. Möglicherweise besteht als Einzeldenkmal kein Denkmalschutz, da im Denkmalatlas 2020 kein Eintrag vorliegt. |          | Weitere Bilder |
| L 568, km 12,298 51° 27′ 7″ N, 10° 2′ 0″ O                | Meilensäule                                      | Meilensäule in der Nähe des Friedhofs am westlichen Ortsausgang. | 35260851 | BW             |
| Sennickerode 51° 27′ 36″ N, 10° 4′ 25″ O                  | Gut Sennickerode, Herrenhaus                     | Herrenhaus unter Einbeziehung von Bausubstanz der Vorgängerbauten (1778 bzw. 1877–79) erbaut 1937/38 nach Entwurf von Wilhelm Lossow (Leipzig). Einzeldenkmal der Baudenkmal-Gruppe Gut Sennickerode (ID 35230088) | 35260914 |                |
| Sennickerode 51° 27′ 37″ N, 10° 4′ 24″ O                  | Gut Sennickerode, Einfriedung                    | Einzeldenkmal der Baudenkmal-Gruppe Gut Sennickerode (ID 35230088) | 35261071 | BW             |
| Sennickerode 51° 27′ 37″ N, 10° 4′ 26″ O                  | Gut Sennickerode, Wohn-/Betriebsgebäude          | Einzeldenkmal der Baudenkmal-Gruppe Gut Sennickerode (ID 35230088) | 35260382 | BW             |
| Sennickerode 51° 27′ 40″ N, 10° 4′ 31″ O                  | Gut Sennickerode, Silo                           | Einzeldenkmal der Baudenkmal-Gruppe Gut Sennickerode (ID 35230088). Das Silo existiert nicht mehr. | 35260113 | BW             |
| Sennickerode 51° 27′ 41″ N, 10° 4′ 26″ O                  | Gut Sennickerode, Garten                         | Einzeldenkmal der Baudenkmal-Gruppe Gut Sennickerode (ID 35230088), Parkanlage mit Baumbestand nördlich des Gutes entlang der K15. | 35260028 | BW             |
| Sennickerode 51° 27′ 36″ N, 10° 4′ 27″ O                  | Gut Sennickerode, Garten                         | Einzeldenkmal der Baudenkmal-Gruppe Gut Sennickerode (ID 35230088), Parkanlage südöstlich des Gutes. | 35260085 | BW             |
| Sennickerode 51° 27′ 39″ N, 10° 4′ 28″ O                  | Gut Sennickerode, Brücken                        | Einzeldenkmal der Baudenkmal-Gruppe Gut Sennickerode (ID 35230088). Im Denkmalatlas sind zwei Brücken im Gut vermerkt (ID 35260988 und 35261120). | 35260988 | BW             |
| Unterstraße 20 51° 26′ 50″ N, 10° 2′ 32″ O                | Wohnhaus                                         | | 35260874 |                |
| Unterstraße 22 51° 26′ 49″ N, 10° 2′ 33″ O                | Wohnhaus                                         | | 35260894 |                |

## Diemarden
| Lage                                             | Bezeichnung                  | Beschreibung | ID       | Bild           |
| ------------------------------------------------ | ---------------------------- | --- | -------- | -------------- |
| Bornwiese 1 51° 29′ 10″ N, 9° 59′ 0″ O           | Muhsmannsches Haus           | | 35261954 | Weitere Bilder |
| Diemarder Warte 51° 29′ 38″ N, 9° 58′ 8″ O       | Landwehrlinie                | Die Göttinger Landwehr entstand Anfang des 15. Jahrhunderts. Die Diemarder Warte (auch: Diemardener Warte) ist ein Teil dieser Linie. Es ist ein Rundturm, der von der Linie übrig geblieben ist. | 35262217 | Weitere Bilder |
| Friedhofsweg 30 51° 29′ 7″ N, 9° 58′ 20″ O       | Friedhof                     | Einzeldenkmal der Baudenkmalgruppe Friedhofsweg 30 (ID 35230108) | 35262259 | BW             |
| Friedhofsweg 30 51° 29′ 7″ N, 9° 58′ 18″ O       | Friedhofskapelle             | Einzeldenkmal der Baudenkmalgruppe Friedhofsweg 30 (ID 35230108) | 35262237 |                |
| Göttinger Straße 1 51° 29′ 14″ N, 9° 58′ 44″ O   | Hofanlage                    | Bildet gleichzeitig die Baudenkmal-Gruppe Hofanlage Göttinger Straße 1 (ID 35230122) | 35262281 | Weitere Bilder |
| Klostergut 1 51° 29′ 15″ N, 9° 58′ 41″ O         | Klostergut, ehem. Amtshaus   | Das Klostergut war ein Außenhof des Klosters Hilwartshausen. Das Herrenhaus wurde 1669 erbaut. Einzeldenkmal der Baudenkmal-Gruppe Klostergut zu Diemarden (ID 35230150) | 35261605 |                |
| Klostergut 2 51° 29′ 17″ N, 9° 58′ 43″ O         | ehem. Wasch- u. Backhaus     | Einzeldenkmal der Baudenkmal-Gruppe Klostergut zu Diemarden (ID 35230150) | 35261700 | BW             |
| Klostergut 3 51° 29′ 14″ N, 9° 58′ 41″ O         | Schafstall                   | Einzeldenkmal der Baudenkmal-Gruppe Klostergut zu Diemarden (ID 35230150) | 35261628 | BW             |
| Klostergut 4 51° 29′ 16″ N, 9° 58′ 42″ O         | Pferde- und Kuhstall         | Einzeldenkmal der Baudenkmal-Gruppe Klostergut zu Diemarden (ID 35230150) | 35261677 | BW             |
| Klostergut 4 51° 29′ 15″ N, 9° 58′ 44″ O         | Scheune                      | Einzeldenkmal der Baudenkmal-Gruppe Klostergut zu Diemarden (ID 35230150) | 35261653 | BW             |
| Reinhäuser Straße 1 51° 29′ 12″ N, 9° 58′ 44″ O  | Tie                          | Denkmalgeschützt ist auch der Baumbestand auf dem Tie. (ID 35262028) | 35261767 |                |
| Reinhäuser Straße 1a 51° 29′ 12″ N, 9° 58′ 42″ O | Wohnhaus                     | Einzeldenkmal der Baudenkmal-Gruppe Kirchhof Diemarden (ID 35230792) | 35261790 | BW             |
| Reinhäuser Straße 2 51° 29′ 14″ N, 9° 58′ 42″ O  | Michaeliskirche              | Südlich des Klostergutes befindet sich die evangelische Michaeliskirche. Es ist ein Saalbau aus dem Jahre 1733, der Turm im Westen der Kirche stammt wahrscheinlich aus dem Mittelalter. Der Innenraum wurde 1774 fertiggestellt. Die Kanzelaltarwand im spätklassizistischen Stil wurde von 1839 bis 1841 errichtet. Der Altarretabel zeigt auf den Außenseiten Abbildungen aus dem Leben von Maria. Erstellt hat die Bilder im Jahre 1520 der Göttinger Maler Heinrich Heisen. Im Mittelschrein befinden sich etwa gleichzeitig hergestellte Schnitzfiguren der zwölf Apostel, die Bartold Kastrop zugeschrieben werden. | 35261812 | Weitere Bilder |
| Reinhäuser Straße 1 51° 29′ 13″ N, 9° 58′ 44″ O  | Michaeliskirche, Einfriedung | | 35262004 | Weitere Bilder |
| Reinhäuser Straße 1 51° 29′ 13″ N, 9° 58′ 43″ O  | Kriegerdenkmal               | | 35261836 | Weitere Bilder |
| Reinhäuser Straße 24 51° 29′ 5″ N, 9° 58′ 35″ O  | Wohnhaus                     | Einzeldenkmal der Baudenkmal-Gruppe Reinhäuser Straße 24 (ID 35232570) | 35261883 |                |
| Reinhäuser Straße 24 51° 29′ 5″ N, 9° 58′ 34″ O  | Nebengebäude                 | Einzeldenkmal der Baudenkmal-Gruppe Reinhäuser Straße 24 (ID 35232570) | 35262189 |                |
| Schwarze Gasse 10 51° 29′ 8″ N, 9° 58′ 51″ O     | Wohnhaus                     | Einzeldenkmal der Baudenkmal-Gruppe Hofanlage, ehem. Schwarze Gasse 10 (ID 35230164) | 35261910 | Weitere Bilder |
| Schwarze Gasse 10 51° 29′ 8″ N, 9° 58′ 50″ O     | Scheune                      | Einzeldenkmal der Baudenkmal-Gruppe Hofanlage, ehem. Schwarze Gasse 10 (ID 35230164) | 35261932 | Weitere Bilder |

## Etzenborn
| Lage                                              | Bezeichnung          | Beschreibung | ID       | Bild           |
| ------------------------------------------------- | -------------------- | --- | -------- | -------------- |
| An der Etzequelle 4 51° 27′ 36″ N, 10° 10′ 2″ O   | Wohnhaus             | | 35262326 | BW             |
| Neuendorfer Straße 11 51° 27′ 39″ N, 10° 9′ 48″ O | Kirche               | Die Kirche wurde in den Jahren 1871 bis 1874 nach einem Entwurf von Conrad Wilhelm Hase (Hannover) im Stil der Neugotik erbaut. | 35262346 | Weitere Bilder |
| Neuendorfer Straße 6 51° 27′ 38″ N, 10° 9′ 47″ O  | Wohnhaus             | Einzeldenkmal der Baudenkmal-Gruppe Neuendorfer Straße 6,8,10,12 (ID 35230178)                                                  | 35262366 | BW             |
| Neuendorfer Straße 8 51° 27′ 38″ N, 10° 9′ 48″ O  | Wohnhaus             | Teil der Baudenkmal-Gruppe Neuendorfer Straße 6,8,10,12 (ID 35230178), jedoch kein Einzeldenkmal.                               |          | BW             |
| Neuendorfer Straße 9 51° 27′ 40″ N, 10° 9′ 47″ O  | Wohnhaus             | | 35262410 | BW             |
| Neuendorfer Straße 10 51° 27′ 37″ N, 10° 9′ 52″ O | Wohnhaus             | Teil der Baudenkmal-Gruppe Neuendorfer Straße 6,8,10,12 (ID 35230178), jedoch kein Einzeldenkmal.                               |          | BW             |
| Neuendorfer Straße 12 51° 27′ 37″ N, 10° 9′ 53″ O | Wohnhaus             | Einzeldenkmal der Baudenkmal-Gruppe Neuendorfer Straße 6,8,10,12 (ID 35230178)                                                  | 35262452 | BW             |
| Neuendorfer Straße 15 51° 27′ 40″ N, 10° 9′ 50″ O | Wohnhaus             | | 35262474 | BW             |
| Neuendorfer Straße 17 51° 27′ 39″ N, 10° 9′ 49″ O | Ehemaliges Pfarrhaus | Das Fachwerkhaus hat zwei Stockwerke und ein Satteldach. Erbaut wurde das Haus in der Mitte des 18. Jahrhunderts.               | 35262494 | BW             |

## Gelliehausen
| Lage                                         | Bezeichnung                  | Beschreibung | ID       | Bild           |
| -------------------------------------------- | ---------------------------- | --- | -------- | -------------- |
| Am Teich 2 51° 28′ 37″ N, 10° 3′ 10″ O       | Wohnhaus                     | Zweigeschossiges Fachwerkhaus unter abgewalmtem Satteldach, im Kern aus der 2. Hälfte des 18. Jahrhunderts. Mit Gedenktafel: „Hier dichtete Gottfried August Bürger im Jahre 1773 Lenore“ | 35262712 |                |
| Am Teich 2 51° 28′ 37″ N, 10° 3′ 9″ O        | Teich                        | | 35262733 |                |
| Am Teich 2 51° 28′ 37″ N, 10° 3′ 9″ O        | Baumbestand                  | | 35263231 |                |
| Am Teich 6 51° 28′ 37″ N, 10° 3′ 12″ O       | Wohnhaus                     | | 35262775 | BW             |
| Appenröder Weg 2 51° 28′ 31″ N, 10° 3′ 18″ O | Wohnhaus                     | | 35262795 |                |
| Gleichenstraße 2 51° 28′ 40″ N, 10° 3′ 8″ O  | Wohnhaus                     | | 35262815 |                |
| Gleichenstraße 4 51° 28′ 39″ N, 10° 3′ 8″ O  | Scheune                      | | 35262835 |                |
| Gleichenstraße 8 51° 28′ 37″ N, 10° 3′ 7″ O  | Wohnhaus                     | | 35262855 |                |
| Kielstraße 4 51° 28′ 33″ N, 10° 3′ 24″ O     | Pfarrhaus                    | | 35262875 |                |
| Kielstraße 4 51° 28′ 34″ N, 10° 3′ 22″ O     | Einfriedung                  | Einfriedung entlang der Straße und zum Nachbargrundstück Kielstraße 6. | 35263210 |                |
| Pferdegasse 2 51° 28′ 34″ N, 10° 3′ 17″ O    | Wirtschaftsgebäude           | | 35262896 |                |
| Pferdegasse 3 51° 28′ 36″ N, 10° 3′ 19″ O    | Hofanlage                    | Bildet die Baudenkmal-Gruppe Hofanlage Pferdegasse 3 (ID 35230192) | 35262916 | BW             |
| Pferdegasse 4 51° 28′ 37″ N, 10° 3′ 22″ O    | Kirche St. Pankratius        | Die Kirche befindet sich direkt am Gut der Herren von Uslar-Gleichen. Wahrscheinlich wurde die Kirche im Jahre 1472 erbaut. Um 1815 wurde die Kirche stark verändert. Im Inneren befindet sich ein Epitaph aus Sandstein für Bernhart von Habel, der 1582 gestorben ist, sowie ein Altargemälde von Johannes Heisig aus dem Jahr 2002. Einzeldenkmal der Baudenkmal-Gruppe Gutshof von Uslar-Gleichen (ID 35230206) | 35263074 | Weitere Bilder |
| Pferdegasse 5 51° 28′ 37″ N, 10° 3′ 22″ O    | Gut Gelliehausen, Herrenhaus | Einzeldenkmal der Baudenkmal-Gruppe Gutshof von Uslar-Gleichen (ID 35230206) | 35262938 |                |
| Pferdegasse 5 51° 28′ 36″ N, 10° 3′ 20″ O    | Gut Gelliehausen, Scheune    | Einzeldenkmal der Baudenkmal-Gruppe Gutshof von Uslar-Gleichen (ID 35230206) | 35262963 | BW             |
| Pferdegasse 5 51° 28′ 35″ N, 10° 3′ 21″ O    | Gut Gelliehausen, Speicher   | Einzeldenkmal der Baudenkmal-Gruppe Gutshof von Uslar-Gleichen (ID 35230206) | 35263009 | BW             |
| Pferdegasse 7 51° 28′ 36″ N, 10° 3′ 22″ O    | Gut Gelliehausen, Stall      | Einzeldenkmal der Baudenkmal-Gruppe Gutshof von Uslar-Gleichen (ID 35230206) | 35262986 | BW             |
| Weichselgasse 4 51° 28′ 40″ N, 10° 3′ 11″ O  | Hofanlage                    | Einzeldenkmal der Baudenkmal-Gruppe Weichselgasse 4/Zum Blumental 1 (ID 35230221) | 35263122 | BW             |
| Zum Blumental 1 51° 28′ 40″ N, 10° 3′ 12″ O  | Nebengebäude                 | Einzeldenkmal der Baudenkmal-Gruppe Weichselgasse 4/Zum Blumental 1 (ID 35230221) | 35263144 |                |

## Groß Lengden
| Lage                                                | Bezeichnung            | Beschreibung | ID       | Bild           |
| --------------------------------------------------- | ---------------------- | --- | -------- | -------------- |
| Am Kampe 2 51° 30′ 26″ N, 10° 1′ 59″ O              | Wohnhaus               | | 35263910 |                |
| Göttinger Landstraße 9 51° 30′ 28″ N, 10° 1′ 58″ O  | Wickelbrunnen von 1839 | | 35263930 |                |
| Göttinger Landstraße 12 51° 30′ 28″ N, 10° 1′ 58″ O | Wohnhaus               | | 35263951 |                |
| Niedeck 51° 30′ 27″ N, 10° 4′ 7″ O                  | Burg „Alte Niedeck“    | Die Geschichte der Burg geht auf das 13. Jahrhundert zurück. Die Burg zerfiel im 17. Jahrhundert. Archäologisches Bodendenkmal. | 28989840 | Weitere Bilder |
| Niedeck 5 51° 29′ 56″ N, 10° 3′ 53″ O               | Amtshaus Niedeck       | Das Amtshaus des damaligen Amtes Niedeck wurde 1751 erbaut. | 35263573 |                |
| 51° 30′ 7″ N, 10° 4′ 13″ O                          | Hünsche Burg           | Die früh- bis hochmittelalterliche Anlage befestigte durch einen Wall mit zweischaliger Mauer und einen vorgelagerten Graben einen Bergsporn des Kronenbergs. Wegen des Fehlens von Besiedlungsresten wird eine Funktion als Fluchtburg angenommen. Archäologisches Bodendenkmal.                                                                                 | 28986886 | Weitere Bilder |
| Mitteldorfstraße 2 51° 30′ 33″ N, 10° 2′ 0″ O       | Pfarrhaus              | Einzeldenkmal der Baudenkmal-Gruppe Mitteldorfstraße 2 (ID 35230249) | 35263971 |                |
| Mitteldorfstraße 2 51° 30′ 33″ N, 10° 1′ 59″ O      | Nebengebäude           | Einzeldenkmal der Baudenkmal-Gruppe Mitteldorfstraße 2 (ID 35230249) | 35263993 |                |
| Mitteldorfstraße 9 51° 30′ 30″ N, 10° 1′ 49″ O      | Hofanlage              | Bildet mit seinen Gebäuden die Baudenkmal-Gruppe Hofanlage Mitteldorfstraße 9 (ID 35230263) | 35264015 | BW             |
| Niedecker Stieg 5 51° 30′ 34″ N, 10° 2′ 3″ O        | Wohnhaus               | Einzeldenkmal der Baudenkmal-Gruppe Niedecker Stieg 5 (ID 35230277) | 35264037 |                |
| Niedecker Stieg 5 51° 30′ 34″ N, 10° 2′ 3″ O        | Nebengebäude           | Einzeldenkmal der Baudenkmal-Gruppe Niedecker Stieg 5 (ID 35230277) | 35264059 |                |
| Vorderdorfstraße 3 51° 30′ 30″ N, 10° 2′ 1″ O       | Wohnhaus               | Einzeldenkmal der Baudenkmal-Gruppe Vorderdorfstraße (ID 35232723) | 35264081 | BW             |
| Vorderdorfstraße 5 51° 30′ 31″ N, 10° 2′ 0″ O       | Wohnhaus               | Einzeldenkmal der Baudenkmal-Gruppe Vorderdorfstraße (ID 35232723) | 35264081 | BW             |
| Vorderdorfstraße 7 51° 30′ 32″ N, 10° 2′ 0″ O       | Wohnhaus               | Einzeldenkmal der Baudenkmal-Gruppe Vorderdorfstraße (ID 35232723) | 35264107 | BW             |
| Vorderdorfstraße 7 51° 30′ 32″ N, 10° 2′ 0″ O       | Staketzaun             | Einzeldenkmal der Baudenkmal-Gruppe Vorderdorfstraße (ID 35232723) | 35264260 |                |
| Vorderdorfstraße 16 51° 30′ 34″ N, 10° 2′ 1″ O      | Kirche                 | Die evangelische Kirche Groß Lengden wurde Mitte des 18. Jahrhunderts erbaut. Es ist ein schlichter, hell verputzter vierachsiger Saalbau mit einem 3/8-Abschluss am Chor und einem achteckigen Dachreiter über der westlichen Giebelseite. Eine Kanzelaltarwand aus dem Beginn des 19. Jahrhunderts und die Ausmalung aus dem Jahr 1907 bestimmen den Innenraum. | 35264134 |                |
| Vorderdorfstraße 20 51° 30′ 34″ N, 10° 2′ 0″ O      | Wohnhaus               | Einzeldenkmal der Baudenkmal-Gruppe Vorderdorfstrasse 20 (ID 35230891) | 35264154 | BW             |
| Vorderdorfstraße 20 51° 30′ 34″ N, 10° 2′ 0″ O      | Stall                  | Einzeldenkmal der Baudenkmal-Gruppe Vorderdorfstrasse 20 (ID 35230891) | 35264174 | BW             |
| Zur Lengder Burg 1 51° 30′ 33″ N, 10° 1′ 56″ O      | Wohnhaus               | | 35264194 |                |
| Zur Lengder Burg 6 51° 30′ 34″ N, 10° 1′ 53″ O      | Wohnhaus               | Das Fachwerkwohnhaus gehört mit zu den ältesten Gebäude des Ortsteils. Das Haus wurde Anfang des 18. Jahrhunderts erbaut und im 19. Jahrhundert erweitert. | 35264214 |                |

## Ischenrode
| Lage                                             | Bezeichnung  | Beschreibung | ID       | Bild           |
| ------------------------------------------------ | ------------ | --- | -------- | -------------- |
| Freienhäger Straße 1 51° 25′ 47″ N, 10° 1′ 43″ O | Gaststätte   | Einzeldenkmal der Baudenkmal-Gruppe Freienhägener Straße 1 (ID 35230291) | 35264375 |                |
| Freienhäger Straße 1 51° 25′ 48″ N, 10° 1′ 44″ O | Nebengebäude | Einzeldenkmal der Baudenkmal-Gruppe Freienhägener Straße 1 (ID 35230291) | 35264400 | BW             |
| In der Ecke 1 51° 25′ 44″ N, 10° 1′ 43″ O        | Wohnhaus     | | 35264425 |                |
| Klappenweg 2 51° 25′ 48″ N, 10° 1′ 42″ O         | Tie          | Einzeldenkmal der Baudenkmal-Gruppe Kirchhof Ischenrode (ID 35230807) | 35264465 |                |
| Klappenweg 2 51° 25′ 48″ N, 10° 1′ 42″ O         | Baumbestand  | Einzeldenkmal der Baudenkmal-Gruppe Kirchhof Ischenrode (ID 35230807) | 35264486 |                |
| Klappenweg 2 51° 25′ 49″ N, 10° 1′ 43″ O         | Kirche       | Die evangelisch-lutherische Kirche wurde 1846 errichtet und ersetzte einen Vorgängerbau aus Holz. Die Ausstattung im Inneren stammt aus der Bauzeit. Einzeldenkmal der Baudenkmal-Gruppe Kirchhof Ischenrode (ID 35230807) | 35264445 | Weitere Bilder |

## Kerstlingerode
| Lage                                                | Bezeichnung               | Beschreibung | ID       | Bild |
| --------------------------------------------------- | ------------------------- | --- | -------- | ---- |
| Beienröder Straße 5 51° 28′ 26″ N, 10° 6′ 24″ O     | Hofanlage                 | Bildet zugleich die Baudenkmal-Gruppe Hofanlage Beienröder Straße 5 (ID 35230307)                                                              | 35264507 | BW   |
| Kerstlingeröder Straße 8 51° 28′ 20″ N, 10° 6′ 9″ O | Wohnhaus                  | | 35264553 | BW   |
| Pfarrweg 1 51° 28′ 23″ N, 10° 6′ 21″ O              | Wohnhaus                  | | 35264595 |      |
| Pfarrweg 1 51° 28′ 23″ N, 10° 6′ 22″ O              | Staketzaun                | | 35264717 | BW   |
| Pfarrweg 1 51° 28′ 24″ N, 10° 6′ 21″ O              | Sandsteinmauer            | | 35264738 | BW   |
| Pfarrweg 1 51° 28′ 24″ N, 10° 6′ 21″ O              | Baumbestand               | | 35264760 | BW   |
| Pfarrweg 3 51° 28′ 22″ N, 10° 6′ 24″ O              | Wohnhaus                  | | 35264616 | BW   |
| Pfarrweg 4 51° 28′ 22″ N, 10° 6′ 24″ O              | Kirche                    | Der Turm der Kirche St. Johannes der Täufer Kerstlingerode wurde im Jahre 1733 erbaut. Das heutige Langhaus wurde von 1857 bis 1858 errichtet. | 35264636 |      |
| Pfarrweg 6 51° 28′ 22″ N, 10° 6′ 23″ O              | Wohnhaus                  | | 35264656 |      |
| Schmiedeweg 3 51° 28′ 21″ N, 10° 6′ 25″ O           | Wohnhaus                  | | 35264676 | BW   |
| Ziegenmarkt 2 51° 28′ 21″ N, 10° 6′ 21″ O           | ehem. Hospital, Armenhaus | | 35264696 |      |

## Klein Lengden
| Lage                                             | Bezeichnung                                       | Beschreibung | ID       | Bild           |
| ------------------------------------------------ | ------------------------------------------------- | --- | -------- | -------------- |
| Alte Heerstraße 19 51° 29′ 47″ N, 10° 0′ 18″ O   | Wohnhaus                                          | | 35264974 |                |
| Alte Heerstraße 27 51° 29′ 46″ N, 10° 0′ 24″ O   | Pfarrkirche St. Johannes der Täufer               | Einzeldenkmal der Baudenkmal-Gruppe Alte Heerstraße 27 / Ketzhagen 1 (ID 35230335) | 35264994 | Weitere Bilder |
| Alte Heerstraße 27 51° 29′ 46″ N, 10° 0′ 24″ O   | Pfarrkirche St. Johannes der Täufer, Baumbestand  | | 35265466 |                |
| Alte Heerstraße 27 51° 29′ 46″ N, 10° 0′ 24″ O   | Pfarrkirche St. Johannes der Täufer, Grabmale     | | 35265018 | Weitere Bilder |
| Alte Heerstraße 30 51° 29′ 46″ N, 10° 0′ 18″ O   | Wohnhaus                                          | | 35265040 |                |
| Alte Heerstraße 32 51° 29′ 45″ N, 10° 0′ 24″ O   | Hofanlage                                         | Bildet mit seinen Gebäuden die Baudenkmal-Gruppe Hofanlage Alte Heerstraße 32 (ID 35230350) | 35265060 | Weitere Bilder |
| Alte Heerstraße 34 51° 29′ 44″ N, 10° 0′ 25″ O   | Wohnhaus                                          | | 35265082 |                |
| Im Dörmke 5 51° 29′ 43″ N, 10° 0′ 21″ O          | Wohnhaus                                          | Einzeldenkmal der Baudenkmal-Gruppe Im Dörmke 5 (ID 35230364) | 35265102 | Weitere Bilder |
| Im Dörmke 5 51° 29′ 43″ N, 10° 0′ 21″ O          | Scheune                                           | Einzeldenkmal der Baudenkmal-Gruppe Im Dörmke 5 (ID 35230364) | 35265125 | Weitere Bilder |
| Im Dörmke 5 51° 29′ 43″ N, 10° 0′ 20″ O          | Staketzaun                                        | Einzeldenkmal der Baudenkmal-Gruppe Im Dörmke 5 (ID 35230364) | 35265421 | Weitere Bilder |
| Im Dörmke 8 51° 29′ 44″ N, 10° 0′ 19″ O          | Nebengebäude                                      | | 35265147 |                |
| Im Dörmke 10 51° 29′ 44″ N, 10° 0′ 19″ O         | Wohnhaus                                          | | 35265189 |                |
| Im Dörmke 12 51° 29′ 43″ N, 10° 0′ 20″ O         | Wohnhaus                                          | Einzeldenkmal der Baudenkmal-Gruppe Im Dörmke 12 (ID 35230877) | 35265230 |                |
| Ketzhagen 1 51° 29′ 46″ N, 10° 0′ 26″ O          | Pfarrhaus                                         | Giebelständiges, zweigeschossiges Fachwerkhaus aus der zweiten Hälfte des 18. Jahrhunderts. Einzeldenkmal der Baudenkmal-Gruppe Alte Heerstraße 27 / Ketzhagen 1 (ID 35230335) | 35265253 |                |
| L 569 Nr. 7 51° 29′ 33″ N, 10° 1′ 7″ O           | Spinnerei, ehem.                                  | In einem Vorgängerbau befand sich eine Getreidemühle, später eine Papiermühle. Im Jahre 1847 wurde die Spinnerei eingerichtet. Die Spinnerei ist ein zweigeschossiges Fachwerkhaus mit einem Satteldach. Neben dem Spinnereigebäude befindet sich noch ein Wohnhaus und ein ehemaliges Backhaus. Heute befindet sich hier ein Museum. Einzeldenkmal der Baudenkmal-Gruppe Spinnerei Gartetal (ID 35230379) | 35265275 | Weitere Bilder |
| L 569 Nr. 8 51° 29′ 34″ N, 10° 1′ 8″ O           | Nebengebäude                                      | Einzeldenkmal der Baudenkmal-Gruppe Spinnerei Gartetal (ID 35230379) | 35265298 | Weitere Bilder |
| L 569 51° 29′ 34″ N, 10° 1′ 7″ O                 | Erdkeller                                         | | 35264952 | Weitere Bilder |
| Zum Lengder Grund 1 51° 29′ 49″ N, 10° 0′ 19″ O  | Hofanlage Zum Lengder Grund 1, Wohnhaus           | Einzeldenkmal der Baudenkmal-Gruppe Hofanlage Zum Lengder Grund 1 (ID 35230393) | 35265320 | Weitere Bilder |
| Zum Lengder Grund 1 51° 29′ 49″ N, 10° 0′ 18″ O  | Hofanlage Zum Lengder Grund 1, Scheune            | Einzeldenkmal der Baudenkmal-Gruppe Hofanlage Zum Lengder Grund 1 (ID 35230393) | 35264925 | Weitere Bilder |
| Zum Lengder Grund 3 51° 29′ 51″ N, 10° 0′ 17″ O  | Hofanlage Zum Lengder Grund 3, Wohnhaus           | Einzeldenkmal der Baudenkmal-Gruppe Hofanlage Zum Lengder Grund 3 (ID 35231049) | 35265348 | Weitere Bilder |
| Zum Lengder Grund 3 51° 29′ 51″ N, 10° 0′ 16″ O  | Hofanlage Zum Lengder Grund 3, Wohnhausanbau      | Einzeldenkmal der Baudenkmal-Gruppe Hofanlage Zum Lengder Grund 3 (ID 35231049) | 35264873 | Weitere Bilder |
| Zum Lengder Grund 3 51° 29′ 49″ N, 10° 0′ 17″ O  | Hofanlage Zum Lengder Grund 3, Wirtschaftsgebäude | Einzeldenkmal der Baudenkmal-Gruppe Hofanlage Zum Lengder Grund 3 (ID 35231049) | 35264901 | Weitere Bilder |
| Zum Lengder Grund 12 51° 29′ 50″ N, 10° 0′ 19″ O | Hofanlage                                         | Bildet die Baudenkmal-Gruppe Hofanlage Zum Lengder Grund 12 (ID 35230409) | 35265377 | Weitere Bilder |

## Reinhausen
| Lage                                                   | Bezeichnung                                | Beschreibung | ID       | Bild           |
| ------------------------------------------------------ | ------------------------------------------ | --- | -------- | -------------- |
| Bettenrode 51° 28′ 23″ N, 10° 1′ 9″ O                  | Wohnhaus                                   | Einzeldenkmal der Baudenkmal-Gruppe Hofanlage Bettenrode (ID 35229849) | 35263499 |                |
| Bettenrode 51° 28′ 24″ N, 10° 1′ 8″ O                  | Scheune (Bettenrode)                       | Einzeldenkmal der Baudenkmal-Gruppe Hofanlage Bettenrode (ID 35229849) | 35263621 |                |
| Bettenrode 51° 28′ 24″ N, 10° 1′ 9″ O                  | Hof                                        | Einzeldenkmal der Baudenkmal-Gruppe Hofanlage Bettenrode (ID 35229849) | 35263731 | BW             |
| Bettenrode 51° 28′ 24″ N, 10° 1′ 10″ O                 | Stall und Remise (Bettenrode)              | Einzeldenkmal der Baudenkmal-Gruppe Hofanlage Bettenrode (ID 35229849) | 35263648 |                |
| Bettenrode 51° 28′ 22″ N, 10° 1′ 11″ O                 | Backhaus                                   | Einzeldenkmal der Baudenkmal-Gruppe Hofanlage Bettenrode (ID 35229849) | 35263675 |                |
| Bettenrode 51° 28′ 24″ N, 10° 1′ 6″ O                  | Brunnen                                    | Einzeldenkmal der Baudenkmal-Gruppe Hofanlage Bettenrode (ID 35229849) | 35263704 |                |
| Hinter den Höfen, Kirchberg 51° 28′ 5″ N, 9° 59′ 10″ O | Treppen/Wege                               | In Sandstein gehauene Treppenanlage auf den Kirchberg. Die drei vorhandenen Felsentreppen bildeten ursprünglich den einzigen Zugang zur Kirche St. Christophorus und dem Kloster. Über die Jahrhunderte sind die Stufen nun sehr ausgetreten. | 35266662 | Weitere Bilder |
| Hinter den Höfen 7 51° 28′ 5″ N, 9° 59′ 15″ O          | Wohnhaus                                   | Einzeldenkmal der Baudenkmal-Gruppe Hinter den Höfen 7,9 (ID 35229778) | 35265854 |                |
| Hinter den Höfen 9 51° 28′ 5″ N, 9° 59′ 17″ O          | Wohnhaus                                   | Einzeldenkmal der Baudenkmal-Gruppe Hinter den Höfen 7,9 (ID 35229778) | 35265876 |                |
| 51° 27′ 9″ N, 10° 0′ 34″ O                             | Hurkutstein                                | Der Hurkutstein ist eine Höhle die künstlich erweitert und ausgebaut wurde. Im 14. Jahrhundert lebte hier ein Eremit. Archäologisches Denkmal. | 28981329 |                |
| Kirchberg 51° 28′ 5″ N, 9° 59′ 2″ O                    | Ehemalige Burg                             | Die Anlage der Burg Reinhausen ist heute nur schlecht zu erkennen, da später hier das Klostergut erbaut wurde. Hier wurden bei Ausgrabungen Funde aus dem 10. und 11. Jahrhundert gefunden. |          | BW             |
| Kirchberg 51° 28′ 5″ N, 9° 59′ 4″ O                    | Friedhof                                   | Das Friedhofsgelände umfasst einen großen Teil der ehemaligen Burg. Einzeldenkmal der Baudenkmal-Gruppe Kirchberg (ID 35229792) | 35265992 | Weitere Bilder |
| Kirchberg 5 51° 28′ 8″ N, 9° 59′ 4″ O                  | ehem. Chorherrenstift/Domäne, Wohnhaus     | Auf dem Gelände der alten Burg bzw. deren Vorland wurde ein Klostergut und nach Klosterauflösung im 16. Jahrhundert der Amtshof des Amtes Reinhausen eingerichtet. Von den Bauten der heutigen Domäne sind neben dem Pächterhaus auch die Sandsteinscheune, der ehemalige Pferdestall und weitere Gebäude hervorstechend. Einzeldenkmal der Baudenkmal-Gruppe Kirchberg (ID 35229792) | 35266171 |                |
| Kirchberg 5–7 51° 28′ 8″ N, 9° 59′ 3″ O                | ehem. Chorherrenstift/Domäne, Einfriedung  | Einzeldenkmal der Baudenkmal-Gruppe Kirchberg (ID 35229792) | 35266193 |                |
| Kirchberg 51° 28′ 8″ N, 9° 59′ 2″ O                    | ehem. Chorherrenstift/Domäne, Speicher     | Einzeldenkmal der Baudenkmal-Gruppe Kirchberg (ID 35229792) | 35266128 | BW             |
| Kirchberg 51° 28′ 8″ N, 9° 59′ 6″ O                    | ehem. Chorherrenstift/Domäne, Scheune      | Einzeldenkmal der Baudenkmal-Gruppe Kirchberg (ID 35229792) | 35266149 |                |
| Kirchberg 51° 28′ 9″ N, 9° 59′ 7″ O                    | ehem. Chorherrenstift/Domäne, Nebengebäude | Einzeldenkmal der Baudenkmal-Gruppe Kirchberg (ID 35229792) | 35266084 | BW             |
| Kirchberg 7a 51° 28′ 7″ N, 9° 59′ 7″ O                 | ehem. Chorherrenstift/Domäne, Nebengebäude | Einzeldenkmal der Baudenkmal-Gruppe Kirchberg (ID 35229792) | 35266105 |                |
| Kirchberg 7a 51° 28′ 6″ N, 9° 59′ 8″ O                 | ehem. Chorherrenstift/Domäne, Wohnhaus     | Einzeldenkmal der Baudenkmal-Gruppe Kirchberg (ID 35229792). Das Gebäude wurde 2017 abgerissen. | 35266061 |                |
| Kirchberg 5–7 51° 28′ 7″ N, 9° 59′ 0″ O                | ehem. Chorherrenstift/Domäne, Zufahrt      | Einzeldenkmal der Baudenkmal-Gruppe Kirchberg (ID 35229792) | 35266216 |                |
| Kirchberg 6 51° 28′ 4″ N, 9° 58′ 58″ O                 | Wohnhaus                                   | Einzeldenkmal der Baudenkmal-Gruppe Kirchberg (ID 35229792) | 35266238 |                |
| Kirchberg 8 51° 28′ 4″ N, 9° 59′ 1″ O                  | Ehemalige Stiftskirche                     | Das Klosterkirche St. Christophorus Reinhausen geht auf die ehemalige Burgkirche zurück. Die wechselhafte Baugeschichte seit dem 10. Jahrhundert zeigt sich in romanischen, gotischen und barocken Bauteilen. Im Inneren finden sich Fresken und Ausstattungsstücke der Spätgotik. Einzeldenkmal der Baudenkmal-Gruppe Kirchberg (ID 35229792)                                        | 35265945 | Weitere Bilder |
| Kirchberg 10/12 51° 28′ 5″ N, 9° 59′ 0″ O              | Ehemaliges Konventsgebäude                 | Das Kloster Reinhausen wurde 1079 als Kanonikerstift gegründet. Im Jahre 1574 wurde das Kloster geschlossen. Einzeldenkmal der Baudenkmal-Gruppe Kirchberg (ID 35229792) | 35265898 |                |
| Kirchberg 10/12 51° 28′ 5″ N, 9° 59′ 0″ O              | Chorherrenstift/Domäne, ehem., Forstamt    | Einzeldenkmal der Baudenkmal-Gruppe Kirchberg (ID 35229792) | 35266259 |                |
| Kirchberg 10/12 51° 28′ 4″ N, 9° 59′ 0″ O              | Kreuzgang des ehem. Chorherrenstifts       | Einzeldenkmal der Baudenkmal-Gruppe Kirchberg (ID 35229792) | 35265968 |                |
| Kirchberg 51° 28′ 7″ N, 9° 59′ 5″ O                    | ehem. Chorherrenstift Reinhsn., Hospital   | Einzeldenkmal der Baudenkmal-Gruppe Kirchberg (ID 35229792) | 35265922 |                |
| L 568 51° 27′ 22″ N, 10° 1′ 26″ O                      | Brücke                                     | Möglicherweise besteht kein Denkmalschutz, da kein Eintrag im Denkmalatlas 2020 erfolgte. |          |                |
| L 568 51° 27′ 36″ N, 10° 1′ 7″ O                       | Kurhotel Waldschlösschen                   | Das ehemalige Kurhotel Waldschlösschen wurde im Jahre 1905 erbaut. Es ist ein dreigeschossiges Fachwerkhaus mit einem Zeltdach. Heute befindet sich hier die Akademie Waldschlösschen, eine Einrichtung der Erwachsenenbildung. | 35263552 | Weitere Bilder |
| Reinstraße 13 51° 28′ 0″ N, 9° 59′ 21″ O               | Wohnhaus                                   | Einzeldenkmal der Baudenkmal-Gruppe Reinstraße 13 (ID 35229807) | 35266303 |                |
| Reinstraße 13 51° 28′ 0″ N, 9° 59′ 21″ O               | Nebengebäude                               | Einzeldenkmal der Baudenkmal-Gruppe Reinstraße 13 (ID 35229807) | 35266325 |                |
| Reintalstraße 5 51° 28′ 1″ N, 9° 59′ 25″ O             | Wohn-/Wirtschaftsgebäude                   | | 35266347 |                |
| Waldstraße 51° 28′ 4″ N, 9° 59′ 21″ O                  | Bergvorsprung (Bielstein)                  | Der Bielstein ist ein etwa 100 Meter langer Felsensporn aus rotem Sandstein. Am Bielstein befinden sich Scheibenkreuze aus dem Mittelalter. Einzeldenkmal der Baudenkmal-Gruppe Kirchberg (ID 35229792) Im Denkmalatlas ist die Position möglicherweise falsch angegeben. | 35266367 | Weitere Bilder |
| Waldstraße (ggü Nr. 40) 51° 28′ 4″ N, 9° 59′ 21″ O     | Scheibenkreuz (Bielstein)                  | Am Bielstein befinden sich Scheibenkreuze aus dem Mittelalter. Einzeldenkmal der Baudenkmal-Gruppe Kirchberg (ID 35229792). Im Denkmalatlas ist die Position falsch angegeben. | 35266915 | Weitere Bilder |
| Waldstraße (vor Nr. 20) 51° 28′ 3″ N, 9° 59′ 9″ O      | Tie                                        | Geschützt ist auch der Baumbestand auf dem Tie. (ID 35266870) | 35266390 |                |
| Waldstraße 4 51° 28′ 1″ N, 9° 58′ 56″ O                | Wohnhaus                                   | Einzeldenkmal der Baudenkmal-Gruppe Hofanlage Waldstraße 4 (ID 35229821) zusammen mit Nr. 4a. | 35266411 |                |
| Waldstraße 7 51° 28′ 10″ N, 9° 58′ 50″ O               | Amtshaus                                   | Massivbau aus rotem Sandstein, errichtet 1864 | 35266433 |                |
| Waldstraße 17 51° 28′ 2″ N, 9° 59′ 1″ O                | Wohnhaus                                   | | 35266455 |                |
| Waldstraße 22 51° 28′ 2″ N, 9° 59′ 10″ O               | Wohnhaus                                   | | 35266475 |                |
| Waldstraße 22 51° 28′ 2″ N, 9° 59′ 9″ O                | Nebengebäude                               | | 35266495 |                |
| Waldstraße 29 51° 28′ 4″ N, 9° 59′ 13″ O               | Wohnhaus                                   | Filiale der Sparkasse Göttingen | 35266515 |                |
| Waldstraße 43 51° 28′ 4″ N, 9° 59′ 25″ O               | Wohnhaus                                   | | 35266535 |                |
| Waldstraße 46 51° 28′ 3″ N, 9° 59′ 29″ O               | Wohnhaus                                   | | 35266555 |                |
| Ziegelgrund 1 51° 28′ 4″ N, 9° 59′ 29″ O               | Wohnhaus                                   | Einzeldenkmal der Baudenkmal-Gruppe Ziegelgrund 1,3 (ID 35229835) | 35266575 |                |
| Ziegelgrund 1 51° 28′ 3″ N, 9° 59′ 29″ O               | Nebengebäude                               | Einzeldenkmal der Baudenkmal-Gruppe Ziegelgrund 1,3 (ID 35229835) | 35266598 |                |
| Ziegelgrund 1 51° 28′ 4″ N, 9° 59′ 28″ O               | Nebengebäude                               | Einzeldenkmal der Baudenkmal-Gruppe Ziegelgrund 1,3 (ID 35229835). Dieses Nebengebäude existiert möglicherweise nicht mehr. | 35266825 | BW             |
| Ziegelgrund 3 51° 28′ 4″ N, 9° 59′ 30″ O               | Wohnhaus                                   | Einzeldenkmal der Baudenkmal-Gruppe Ziegelgrund 1,3 (ID 35229835) | 35266619 |                |

## Rittmarshausen
| Lage                                                  | Bezeichnung            | Beschreibung | ID       | Bild           |
| ----------------------------------------------------- | ---------------------- | --- | -------- | -------------- |
| Am Bahnhof 9a 51° 28′ 53″ N, 10° 5′ 44″ O             | Gartetalbahnhof, ehem. | Ehemaliger Bahnhof der Göttinger Kleinbahn. Das ehemalige Empfangsgebäude dient heute als Wohnhaus. | 35266938 | Weitere Bilder |
| Am Rittmarshäuser Thie 51° 28′ 54″ N, 10° 6′ 14″ O    | Tie                    | Unter Denkmalschutz steht der Thie mit seinen Einfassungsmauern und auch der Baumbestand (ID 35267772). Diese Einzeldenkmale bilden die Baudenkmal-Gruppe Am Rittmarshäuser Tie (ID 35230423). | 35266959 |                |
| Am Rittmarshäuser Thie 9 51° 28′ 51″ N, 10° 6′ 18″ O  | Wohnhaus               | Möglicherweise besteht kein Denkmalschutz mehr, da im Denkmalatlas 2020 kein Eintrag erfolgte. |          |                |
| Am Rittmarshäuser Thie 11 51° 28′ 50″ N, 10° 6′ 19″ O | Wohnhaus               | Möglicherweise besteht kein Denkmalschutz mehr, da im Denkmalatlas 2020 kein Eintrag erfolgte. |          | BW             |
| Gartestraße 7 51° 28′ 55″ N, 10° 6′ 13″ O             | Marienkirche           | Die Kirche wurde 1756–1773 am Hang oberhalb von Tie und Gutshof als Saalbau mit übergiebelten Mittelrisaliten an den Längsseiten und hohem Walmdach errichtet. Der mittig aufgesetzte, verschieferte Dachreiter mit hohem Spitzhelm trat im 19. Jahrhundert an die Stelle eines älteren. Die Bruchsteinwände sind hell verputzt, wovon sich die rötlichen Sandsteingesimse und -laibungen abheben. Von den ursprünglich vier Eingängen ist der in der östlichen Schmalseite (für den Pfarrer) heute vermauert. Der Innenraum wird durch hohe Rundbogenfenster belichtet. In ihm befindet sich ein Kanzelaltar aus dem Jahr 1775 und ihm gegenüber eine Denkmalsorgel aus dem Jahr 1888. Einzeldenkmal der Baudenkmal-Gruppe Kirchhof Rittmarshausen (ID 35230821) | 35267004 | Weitere Bilder |
| Gartestraße 7 51° 28′ 55″ N, 10° 6′ 13″ O             | Ehrenmal               | Einzeldenkmal der Baudenkmal-Gruppe Kirchhof Rittmarshausen (ID 35230821) | 35267750 | BW             |
| Gartestraße 7 51° 28′ 54″ N, 10° 6′ 13″ O             | Einfriedung            | Einzeldenkmal der Baudenkmal-Gruppe Kirchhof Rittmarshausen (ID 35230821) | 35267818 |                |
| Gartestraße 16 51° 28′ 54″ N, 10° 6′ 3″ O             | Ehemalige Gaststätte   | | 35267049 |                |
| Gartestraße 17 51° 28′ 55″ N, 10° 6′ 7″ O             | Wohnhaus               | | 35267069 | BW             |
| Gartestraße 18 51° 28′ 54″ N, 10° 6′ 6″ O             | Wohnhaus               | Einzeldenkmal der Baudenkmal-Gruppe Gartestraße 18,20 (ID 35230452) | 35267089 | BW             |
| Gartestraße 20/20a 51° 28′ 54″ N, 10° 6′ 7″ O         | Wohnhaus               | Einzeldenkmal der Baudenkmal-Gruppe Gartestraße 18,20 (ID 35230452) | 35267111 | BW             |
| Gartestraße 21 51° 28′ 55″ N, 10° 6′ 9″ O             | Geschäftshaus Kahle    | Einzeldenkmal der Baudenkmal-Gruppe Gartestraße 27,29,31 (ID 35230466) | 37051623 | BW             |
| Gartestraße 27 51° 28′ 56″ N, 10° 6′ 10″ O            | Wohnhaus               | Einzeldenkmal der Baudenkmal-Gruppe Gartestraße 27,29,31 (ID 35230466) | 35267133 |                |
| Gartestraße 29 51° 28′ 56″ N, 10° 6′ 11″ O            | Wohnhaus               | Teil der Baudenkmal-Gruppe Gartestraße 27,29,31 (ID 35230466), jedoch kein Einzeldenkmal. |          | BW             |
| Gartestraße 30 51° 28′ 56″ N, 10° 6′ 17″ O            | Wohnhaus               | Einzeldenkmal der Baudenkmal-Gruppe Gartestraße 30,32 (ID 35230480) | 35267177 | BW             |
| Gartestraße 31 51° 28′ 56″ N, 10° 6′ 12″ O            | Wohnhaus               | Teil der Baudenkmal-Gruppe Gartestraße 27,29,31 (ID 35230466), jedoch kein Einzeldenkmal. |          | BW             |
| Gartestraße 32 51° 28′ 55″ N, 10° 6′ 17″ O            | Wohnhaus               | Teil der Baudenkmal-Gruppe Gartestraße 30,32 (ID 35230480), jedoch kein Einzeldenkmal. |          | BW             |
| Gartestraße 37 51° 28′ 57″ N, 10° 6′ 17″ O            | Wohnhaus               | | 35267243 | BW             |
| Gartestraße 38 51° 28′ 57″ N, 10° 6′ 19″ O            | Wohnhaus               | | 35267263 | BW             |
| Gartestraße 45 51° 28′ 58″ N, 10° 6′ 22″ O            | Wohnhaus               | Es war Bestandteil der Baudenkmal-Gruppe Gartestraße 45,47,49,51,53 (ID 35230494). | 35267306 | BW             |
| Gartestraße 47 51° 28′ 59″ N, 10° 6′ 25″ O            | Ehemalige Gaststätte   | Möglicherweise besteht kein Denkmalschutz mehr, da im Denkmalatlas 2020 kein Eintrag erfolgte. Es war Bestandteil der Baudenkmal-Gruppe Gartestraße 45,47,49,51,53 (ID 35230494). |          |                |
| Gartestraße 49 51° 29′ 0″ N, 10° 6′ 29″ O             | Wohnhaus               | Es war Bestandteil der Baudenkmal-Gruppe Gartestraße 45,47,49,51,53 (ID 35230494). | 35267350 |                |
| Gartestraße 50 51° 28′ 59″ N, 10° 6′ 26″ O            | Wohnhaus               | Möglicherweise besteht kein Denkmalschutz mehr, da im Denkmalatlas 2020 kein Eintrag erfolgte. |          | BW             |
| Gartestraße 51 51° 29′ 1″ N, 10° 6′ 31″ O             | Wohnhaus               | Einzeldenkmal der Baudenkmal-Gruppe Gartestraße 45,47,49,51,53 (ID 35230494) | 35267395 | BW             |
| Gartestraße 52 51° 28′ 59″ N, 10° 6′ 27″ O            | Wohnhaus               | Teil der Baudenkmal-Gruppe Gartestraße 52,54,56 (ID 35230508), jedoch kein Einzeldenkmal. |          |                |
| Gartestraße 53 51° 29′ 1″ N, 10° 6′ 32″ O             | Wohnhaus               | Es war Bestandteil der Baudenkmal-Gruppe Gartestraße 45,47,49,51,53 (ID 35230494). | 35267439 | BW             |
| Gartestraße 54 51° 28′ 59″ N, 10° 6′ 28″ O            | Wohnhaus               | Teil der Baudenkmal-Gruppe Gartestraße 52,54,56 (ID 35230508), jedoch kein Einzeldenkmal. |          |                |
| Gartestraße 56 51° 28′ 59″ N, 10° 6′ 28″ O            | Wohnhaus               | Teil der Baudenkmal-Gruppe Gartestraße 52,54,56 (ID 35230508), jedoch kein Einzeldenkmal. |          |                |
| Gartestraße 60 51° 29′ 0″ N, 10° 6′ 32″ O             | Wohnhaus               | | 35267505 |                |
| Gartestraße 60 51° 29′ 0″ N, 10° 6′ 32″ O             | Staketzaun             | | 35267683 |                |
| Gartestraße 64 51° 29′ 1″ N, 10° 6′ 36″ O             | Wohnhaus               | | 35267526 |                |
| Lindenberg 2 51° 28′ 51″ N, 10° 6′ 10″ O              | Herrenhaus             | Rittergut mit schlossartigem Herrenhaus und Wirtschaftsgebäuden. Ehemals durch Wassergräben befestigter Adelssitz, jetziges Herrenhaus erbaut 1703–1716 unter Einbeziehung älterer Gebäudeteile durch Sudfeld Vick (Hannover). Einzeldenkmal der Baudenkmal-Gruppe Gut zu Rittmarshausen, Lindenberg (ID 35230522) | 35267546 | Weitere Bilder |
| Lindenberg 2 51° 28′ 51″ N, 10° 6′ 8″ O               | Park                   | Einzeldenkmal der Baudenkmal-Gruppe Gut zu Rittmarshausen, Lindenberg (ID 35230522) | 35267593 | BW             |
| Lindenberg 51° 28′ 54″ N, 10° 6′ 12″ O                | Sandsteineinfriedung   | Einzeldenkmal der Baudenkmal-Gruppe Gut zu Rittmarshausen, Lindenberg (ID 35230522) | 35267726 |                |
| Lindenberg 4,6,10 51° 28′ 53″ N, 10° 6′ 9″ O          | Wirtschaftsgebäude     | Einzeldenkmal der Baudenkmal-Gruppe Gut zu Rittmarshausen, Lindenberg (ID 35230522) | 35267570 | BW             |
| Lindenberg 8 51° 28′ 53″ N, 10° 6′ 14″ O              | Kuhstall               | Einzeldenkmal der Baudenkmal-Gruppe Gut zu Rittmarshausen, Lindenberg (ID 35230522) | 45521711 | BW             |
| Lindenberg 5 51° 28′ 54″ N, 10° 6′ 12″ O              | Küsterhaus, ehem.      | | 35267639 | BW             |

## Sattenhausen
| Lage                                                | Bezeichnung           | Beschreibung | ID       | Bild           |
| --------------------------------------------------- | --------------------- | --- | -------- | -------------- |
| Am Ratskeller 1 51° 30′ 17″ N, 10° 5′ 55″ O         | Rathaus, ehem.        | Ehemaliges Rathaus, ältestes Fachwerkhaus des Ortes, erbaut Ende des 17. Jahrhunderts. Einzeldenkmal der Baudenkmal-Gruppe Am Ratskeller 1 (ID 35232601) | 35268455 |                |
| Am Ratskeller 1 51° 30′ 17″ N, 10° 5′ 55″ O         | Rathaus, Nebengebäude | Einzeldenkmal der Baudenkmal-Gruppe Am Ratskeller 1 (ID 35232601) | 35268434 |                |
| Am Ratskeller 2 51° 30′ 18″ N, 10° 5′ 55″ O         | Wohnhaus              | Fachwerk-Wohnhaus einer Hofanlage. Stockwerksbau mit leichter Vorkragung, erbaut wahrscheinlich Anfang des 18. Jahrhunderts | 35268483 |                |
| Bohlendamm 5 51° 30′ 14″ N, 10° 5′ 58″ O            | Hofanlage             | Einzeldenkmal der Baudenkmal-Gruppe Hofanlagen Bohlendamm 5,7 (ID 35230537) | 35268524 | BW             |
| Bohlendamm 7 51° 30′ 15″ N, 10° 5′ 56″ O            | Hofanlage             | Einzeldenkmal der Baudenkmal-Gruppe Hofanlagen Bohlendamm 5,7 (ID 35230537) | 35268546 | BW             |
| Kirchgraben 51° 30′ 16″ N, 10° 5′ 58″ O             | Kirche                | Die Kirche wurde im späten Mittelalter erbaut, nach Beschädigungen im 30-jährigen Krieg wiederhergestellt und im Jahre 1695 nach Osten erweitert. Im Westen der Kirche befindet sich ein runder Wehrturm mit 5,25 Meter Durchmesser; dessen achteckiger, mit Schiefer bekleideter Aufsatz wurde in seiner jetzigen Form 1890/91 erbaut und um 1950 erneuert. Die Innenausstattung stammt zum Teil noch aus dem späten 17. Jahrhundert, zum Teil von einer umfassenden, aber dem alten Bestand angepassten Neugestaltung um 1800; eine neue farbliche Fassung wurde im Zuge einer Renovierung 1975 ff. vorgenommen. | 35268568 | Weitere Bilder |
| Kirchgraben 51° 30′ 16″ N, 10° 5′ 57″ O             | Friedhof              | | 35268588 |                |
| Kirchgraben, Bohlendamm 51° 30′ 16″ N, 10° 5′ 57″ O | Einfriedung           | | 35268864 |                |
| Kirchgraben 3 51° 30′ 19″ N, 10° 5′ 59″ O           | Wohnhaus              | Das Gebäude hinter der Hausnummer 1 existiert nicht mehr. | 35268609 | BW             |
| Kirchgraben 4 51° 30′ 16″ N, 10° 5′ 59″ O           | Wohnhaus              | | 35268629 |                |
| Kirchgraben 4 51° 30′ 16″ N, 10° 5′ 59″ O           | Einfriedung           | | 35268930 |                |
| Kirchgraben 5 51° 30′ 18″ N, 10° 6′ 0″ O            | Wohnhaus              | Das Gebäude existiert nicht mehr. |          | BW             |
| Kirchgraben 13 51° 30′ 17″ N, 10° 6′ 0″ O           | Wohnhaus              | | 35268693 | BW             |
| Kirchgraben 21 51° 30′ 16″ N, 10° 6′ 2″ O           | Hof                   | Möglicherweise besteht kein Denkmalschutz mehr, da im Denkmalatlas 2020 kein Eintrag erfolgte. |          | BW             |
| Obere Straße 13 51° 30′ 17″ N, 10° 5′ 49″ O         | Wohnhaus              | | 35268736 | BW             |
| Obere Straße 15 51° 30′ 18″ N, 10° 5′ 50″ O         | Wohnhaus              | | 35268756 |                |
| Obere Straße 18 51° 30′ 21″ N, 10° 5′ 55″ O         | Hofanlage             | Wohnhaus mit Nebengebäuden. Einzeldenkmal der Baudenkmal-Gruppe Hofanlage Obere Straße 18 (ID 35230579) | 35268776 |                |
| Obere Straße 18 51° 30′ 22″ N, 10° 5′ 55″ O         | Staketzaun            | Einzeldenkmal der Baudenkmal-Gruppe Hofanlage Obere Straße 18 (ID 35230579) Der Staketzaun wurde abgerissen | 35268819 | BW             |
| Wennekenstraße 10 51° 30′ 22″ N, 10° 5′ 56″ O       | Wohnhaus              | Das Wohnhaus wurde bereits abgerissen. | 35268799 | BW             |

## Weißenborn
| Lage                                           | Bezeichnung             | Beschreibung                                                                               | ID       | Bild           |
| ---------------------------------------------- | ----------------------- | ------------------------------------------------------------------------------------------ | -------- | -------------- |
| Am Hopfenberg 1 51° 26′ 28″ N, 10° 7′ 46″ O    | ehem. Bleichhütte       |                                                                                            | 35269173 |                |
| Eschenweg 7 51° 26′ 18″ N, 10° 7′ 46″ O        | Kirche St. Nicolai      | Die evangelische Kirche St. Nikolai wurde 1738/1739 erbaut.                                | 35269216 | Weitere Bilder |
| Damental 6 51° 26′ 23″ N, 10° 7′ 31″ O         | Hofanlage               | Bildet mit den Gebäuden des Hofes die Baudenkmal-Gruppe Hofanlage Damental 6 (ID 35230594) | 35269194 | BW             |
| Hungerborn 1 51° 26′ 19″ N, 10° 7′ 41″ O       | Wohnhaus                |                                                                                            | 35269258 |                |
| L 569 51° 27′ 21″ N, 10° 8′ 19″ O              | Charlottenburger Brücke |                                                                                            | 35269278 |                |
| Steinweg 1 51° 26′ 22″ N, 10° 7′ 44″ O         | Wohnhaus                | Einzeldenkmal der Baudenkmal-Gruppe Hofanlage Steinweg 1 (ID 35230608)                     | 35269299 | BW             |
| Steinweg 1 51° 26′ 21″ N, 10° 7′ 43″ O         | Staketzaun              | Einzeldenkmal der Baudenkmal-Gruppe Hofanlage Steinweg 1 (ID 35230608)                     | 35269367 | BW             |
| Zur Gartequelle 10 51° 26′ 22″ N, 10° 7′ 42″ O | Scheune                 | Einzeldenkmal der Baudenkmal-Gruppe Hofanlage Steinweg 1 (ID 35230608)                     | 35269152 |                |
| Zur Gartequelle 51° 26′ 22″ N, 10° 7′ 40″ O    | Tie                     | Bildet die Baudenkmal-Gruppe Zur Gartequelle – Tieplatz (ID 35230624)                      | 35269322 |                |

## Wöllmarshausen
| Lage                                                          | Bezeichnung            | Beschreibung | ID       | Bild           |
| ------------------------------------------------------------- | ---------------------- | --- | -------- | -------------- |
| Gottfried-August-Bürger-Straße 2 51° 29′ 26″ N, 10° 4′ 31″ O  | Wohnhaus               | | 35269544 |                |
| Gottfried-August-Bürger-Straße 4 51° 29′ 23″ N, 10° 5′ 7″ O   | Hofanlage, Dreiseithof | Einzeldenkmal der Baudenkmal-Gruppe Gottfried-August-Bürger-Straße 4,6 (ID 35230652) | 35269564 |                |
| Gottfried-August-Bürger-Straße 5 51° 29′ 26″ N, 10° 4′ 52″ O  | Wassermühle, ehem.     | Ersterwähnung in der Urkunde vom 25. November 1361, denn von diesem Zeitpunkt unterscheidet man in Wöllmarhausen zwischen Ober- und Untermühle. Davor wurden nur von einer Mühle Urkunden ausgestellt und zwar von der Obermühle. Ersterwähnung im Klosterarchiv Reinhausen der Mühle M CC LV III. | 35269586 |                |
| Gottfried-August-Bürger-Straße 6 51° 29′ 22″ N, 10° 5′ 9″ O   | Wohnhaus               | Das Wohnhaus des Gutes wurde 1789 erbaut. Einzeldenkmal der Baudenkmal-Gruppe Gottfried-August-Bürger-Straße 4,6 (ID 35230652) | 35269607 |                |
| Gottfried-August-Bürger-Straße 6 51° 29′ 22″ N, 10° 5′ 10″ O  | Scheune                | Einzeldenkmal der Baudenkmal-Gruppe Gottfried-August-Bürger-Straße 4,6 (ID 35230652) | 35269629 |                |
| Gottfried-August-Bürger-Straße 14 51° 29′ 19″ N, 10° 5′ 16″ O | Haupthaus              | Gasthof. Einzeldenkmal der Baudenkmal-Gruppe Gottfried-August-Bürger-Straße 14 (ID 35230666) | 35269651 | BW             |
| Gottfried-August-Bürger-Straße 14 51° 29′ 18″ N, 10° 5′ 17″ O | Nebengebäude           | Einzeldenkmal der Baudenkmal-Gruppe Gottfried-August-Bürger-Straße 14 (ID 35230666) | 35269674 | BW             |
| Gottfried-August-Bürger-Straße 19 51° 29′ 24″ N, 10° 4′ 59″ O | Wohnhaus               | | 35269696 | BW             |
| Gottfried-August-Bürger-Straße 22 51° 29′ 17″ N, 10° 5′ 20″ O | Wohnhaus               | Einzeldenkmal der Baudenkmal-Gruppe Gottfried-August-Bürger-Straße 22 (ID 35230680) | 35269716 |                |
| Gottfried-August-Bürger-Straße 22 51° 29′ 17″ N, 10° 5′ 20″ O | Wohnhausanbau          | Einzeldenkmal der Baudenkmal-Gruppe Gottfried-August-Bürger-Straße 22 (ID 35230680) | 35269738 | BW             |
| Gottfried-August-Bürger-Straße 28 51° 29′ 15″ N, 10° 5′ 23″ O | Hofanlage              | Bildet die Baudenkmal-Gruppe Hofanlage Gottfried-August-Bürger-Straße 28 (ID 35230694) | 35269758 | BW             |
| Im Dreieck 2 51° 29′ 13″ N, 10° 5′ 24″ O                      | Wohnhaus               | | 35269780 |                |
| Mühlengasse 1 51° 29′ 16″ N, 10° 5′ 27″ O                     | Hofanlage              | Einzeldenkmal der Baudenkmal-Gruppe Mühlengasse 1,5 (ID 35230708) | 35269800 |                |
| Mühlengasse 5 51° 29′ 15″ N, 10° 5′ 28″ O                     | Wohnhaus               | Einzeldenkmal der Baudenkmal-Gruppe Mühlengasse 1,5 (ID 35230708) | 35269844 |                |
| Sattenhäuser Straße 3 51° 29′ 19″ N, 10° 5′ 23″ O             | Kirche                 | Die Kirche Wöllmarshausen wurde im Jahr 1756 erbaut, der Turm stammt aus dem Mittelalter. Einzeldenkmal der Baudenkmal-Gruppe Kirchhof Wöllmarshausen (ID 35230863) | 35269888 |                |
| Sattenhäuser Straße 3 51° 29′ 19″ N, 10° 5′ 23″ O             | Kriegerdenkmal         | Einzeldenkmal der Baudenkmal-Gruppe Kirchhof Wöllmarshausen (ID 35230863) | 35269908 | BW             |
| Sattenhäuser Straße 17 51° 29′ 21″ N, 10° 5′ 25″ O            | Dorfschmiede           | | 35269929 | BW             |
| Vor dem Berge 2 51° 29′ 29″ N, 10° 5′ 6″ O                    | Hofanlage              | Bildet die Baudenkmal-Gruppe Hofanlage Vor dem Berge 2 (ID 35230722) | 35269950 | BW             |
| 51° 29′ 29″ N, 10° 5′ 1″ O                                    | Jüdischer Friedhof     | Der Jüdische Friedhof Wöllmarshausen wurde von 1858 bis 1870 belegt. Hier stehen noch neun Grabsteine. Möglicherweise besteht kein Denkmalschutz mehr, da im Denkmalatlas 2020 kein Eintrag erfolgte.                                                                                              |          | Weitere Bilder |